# Sudići
Sudići är ett samhälle i Bosnien och Hercegovina.   Det ligger i entiteten Federationen Bosnien och Hercegovina, i den centrala delen av landet, 27 km nordost om huvudstaden Sarajevo. Sudići ligger 958 meter över havet och antalet invånare är 102.
Terrängen runt Sudići är kuperad. Runt Sudići är det ganska tätbefolkat, med 67 invånare per kvadratkilometer.. Närmaste större samhälle är Olovo, 9,1 km norr om Sudići. 
I omgivningarna runt Sudići växer i huvudsak blandskog.